# آرنه يانسن
آرنه يانسن (بالألمانية: Arne Jansen)‏ هو عازف قيثارة ألماني، ولد في 26 نوفمبر 1975 في كيل في ألمانيا.

## وصلات خارجية
- آرنه يانسن على موقع ميوزك برينز (الإنجليزية)
- آرنه يانسن على موقع أول ميوزيك (الإنجليزية)
- آرنه يانسن على موقع ديسكوغز (الإنجليزية)